# 姉妹坂
『姉妹坂』（しまいざか）は、大山和栄の長編漫画である。小学館の『プチセブン』で1979年（昭和54年）第22号より6年間にわたり連載された。単行本は全19巻。1985年には大林宣彦監督により映画化された。

## 概要
京都を舞台にした4人姉妹の愛と青春の物語。主人公は三女・喜多沢杏（アン）。亡くなった両親の後を継いで喫茶店「径」を営む長女の彩、雑誌編集者の次女茜、四女の藍とともに暮らしている。アンは高校のでテニス部に所属しているが、柚木冬梧と桜庭諒の2人に告白される。

## 単行本
- 大山和栄 『姉妹坂』 小学館〈フラワーコミックス〉、全19巻
  1. ISBN 9784091306715（1980年6月発売）
  2. ISBN 9784091306722（1980年7月発売）
  3. ISBN 9784091306739（1980年10月発売）
  4. ISBN 9784091306746（1981年2月発売）
  5. ISBN 9784091306753（1981年5月発売）
  6. ISBN 9784091306760（1981年10月発売）
  7. ISBN 9784091306777（1982年2月発売）
  8. ISBN 9784091306784（1982年7月発売）
  9. ISBN 9784091306791（1982年10月発売）
  10. ISBN 9784091306807（1983年2月発売）
  11. ISBN 9784091306418（1983年5月発売）
  12. ISBN 9784091306425（1983年7月発売）
  13. ISBN 9784091306432（1983年9月発売）
  14. ISBN 9784091306449（1983年11月発売）
  15. ISBN 9784091306456（1983年3月発売）
  16. ISBN 9784091306463（1983年6月発売）
  17. ISBN 9784091306470（1984年11月発売）
  18. ISBN 9784091306487（1985年1月発売）
  19. ISBN 9784091306494（1985年7月発売）
- 大山和栄 『姉妹坂』 講談社〈講談社漫画文庫〉、全8巻
  1. ISBN 9784063606324（2003年10月発売）
  2. ISBN 9784063606331（2003年10月発売）
  3. ISBN 9784063606539（2003年11月発売）
  4. ISBN 9784063606546（2003年11月発売）
  5. ISBN 9784063606577（2003年12月発売）
  6. ISBN 9784063606584（2003年12月発売）
  7. ISBN 9784063607062（2004年1月発売）
  8. ISBN 9784063607079（2004年1月発売）

## 映画
『姉妹坂』は、大林宣彦監督により、1985年12月21日に公開された日本映画。製作は東宝映画。配給は東宝。カラー、ビスタビジョンサイズ。
ストーリーは杏の大学入学から次女茜の死までを扱う。杏が通う同立大学のロケは同志社大学今出川校地、茜の回想などでの「なんだ坂、こんな坂…」のシーンは日向大神宮への坂道で、喜多沢家が経営する喫茶店「小径」は哲学の道沿いに今も実在する「小径」で行われた。
作中での四姉妹の台詞は、次女・茜のみが標準語で、他の3人は京都弁である。
公開当日、東宝の幹部は本作の沢口靖子と併映『雪の断章 -情熱-』の斉藤由貴と自社の専属女優の主演作公開について「久しぶりに正月映画をうちの女優で飾らせてもらいました」と胸を張った。沢口はNHK連続テレビ小説『澪つくし』を撮り終えたところで、「この一年間、演技の基礎を勉強させていただきました」と話したため、意地悪な記者から「でも、まだ演技の方が…」と言われたが大林宣彦監督が「演技が必要なのはアクトレス。スターに演技はいらない。イングリッド・バーグマンが演技してますか。ただ、映画の場面、状況の中で、的確なリアクションを起こす才能がなければいけない。不器用とか言われてますが、彼女はその点素晴らしい。間違いなくスターです」とすかさず弁護した。
尾美としのりは「華やかな女優陣に比べて、大学中の女の子が夢中になってしまう二枚目役が僕と宮川一朗太ですから。男二人のクオリティ低すぎでしょ（笑）。『さびしんぼう』の試写のあとは涙流しましたけど、『姉妹坂』のときは初めてヤケ酒しましたよ」などと話している。
大林作品には珍しくDVD化はされておらず、一時期「幻の作品」扱いされていたが、大林没後の2021年にBlu-ray版が発売された。また、アマゾンプライムビデオなどで配信されている。

### キャッチコピー
- お姉ちゃん、うちらほんまに姉妹やの?

### スタッフ
- 製作：小倉斉
- 協力製作：新坂純一
- 原作：大山和栄
- 脚本：関本郁夫、桂木薫
- 音楽：宮崎尚志
- 撮影：宝田武久
- 美術：薩谷和夫
- 録音：宮内一男
- 照明：望月英樹
- 編集：小川信夫
- チーフ助監督：橋本伊三郎
- 製作担当者：平間重和
- 記録：黒岩美穂子
- きものデザイン：斉藤寛
- スタイリスト：えなみ真理子
- ヘアーメイク：岡野千江子
- スチール：中尾孝
- 主題曲：布施明
- 監督：大林宣彦

### キャスト
- 喜多沢彩：紺野美沙子
- 喜多沢茜：浅野温子
- 喜多沢杏：沢口靖子
- 喜多沢藍：富田靖子
- 桜庭諒：尾美としのり
- 柚木冬悟：宮川一朗太
- 喜多沢守男：佐藤允
- 園臣大：早瀬亮
- 宝大寺毬子：横山美樹
- 桜木：おりも政夫
- 柚木賢一：峰岸徹
- 喜多沢千代：藤田弓子
- 藤木きよ：きたむらあきこ
- 綾小路良江：入江若葉
- 岩城：竹脇無我
- 老人：宇野重吉（特別出演）
- 警官：小林のり一
- 女子大生：柿崎澄子
- 藍の友達：桂川昌美

### 同時上映
『雪の断章 -情熱-』